# Appel à la peur
 (décembre 2008).
Si vous disposez d'ouvrages ou d'articles de référence ou si vous connaissez des sites web de qualité traitant du thème abordé ici, merci de compléter l'article en donnant les références utiles à sa vérifiabilité et en les liant à la section « Notes et références ».
Pour les articles homonymes, voir Appel à la peur (homonymie).
L'appel à la peur est un procédé de psychologie sociale qui fait appel à des mécanismes cognitifs et permet d'amener une personne ou un groupe de personnes à avoir des comportements sociaux particuliers. Il est parfois utilisé de manière fallacieuse par d'autres personnes (commerciaux, charlatans) que les professionnels de psychologie sociale.

## Explication
L'appel à la peur est privilégié dans les campagnes de prévention sanitaire, quand un pronostic vital est mis en jeu comme dans le cas du tabagisme, de la vaccination contre certaines maladies mais aussi dans le domaine de l'environnement pour lutter contre le réchauffement climatique ou encore dans les spots publicitaires pour la sécurité routière.
La peur en elle-même crée un sentiment d'urgence poussant le sujet au comportement prosocial. Lié à d'autres concepts théoriques, l'appel à la peur permet le développement et la mise en place de campagnes psychosociales généralement efficaces et soutenues par la plupart des médias (télévision, journal, prospectus, articles de presse, affichages publicitaires, séminaires). C'est le sentiment de peur qui va pousser la personne qui y est sujette à la réévaluation de ses normes personnelles.

## Utilisation concrète
L'appel à la peur est utilisé dans le domaine de la psychologie sociale pour répondre aux demandes d'intervention, concernant en particulier le milieu médical :
- pour la vaccination contre une maladie contagieuse et mortelle pour les personnes les plus fragiles (comme la grippe) ;
- contre le tabagisme.

L'appel à la peur est le plus souvent utilisé en lien avec des théories du comportement comme la Norm Activation Model theory (Schwartz, 1977) par exemple, qui fait appel aux normes morales altruistes du sujet, théorie dont les composants sont :
- la conscience du problème et de ses conséquences : "La grippe est une maladie dangereuse pour Mamie" ;
- l'attribution de responsabilité : "Si je ne me fais pas vacciner, je pourrais refiler la grippe à Mamie" ;
- l'efficacité des résultats/solutions : "Il existe un vaccin contre la grippe pour réduire sa propagation" ;
- l'auto-efficacité à mettre en œuvre les solutions : "Je peux prendre rendez-vous chez mon médecin pour me faire vacciner".

Grâce à cela, on pourrait donc mettre en place une intervention psychosociale à base d'affiches publicitaires dans les rues et utilisant un slogan du type "Sauvez Mamie, vaccinez-vous maintenant" (appel à la peur centré sur l'altruisme) avec une photo d'un médecin pour illustrer la solution.

## Utilisations fallacieuses
L'appel à la peur s'apparente, dans une certaine mesure, au faux dilemme, dans lequel une solution est proposée comme seule alternative à une situation effrayante.
Il s'agit également d'un Argumentum ad consequentiam, dans lequel la conséquence-preuve est une peur.